# بيتر إبستاين
بيتر إبستاين (بالإنجليزية: Peter Epstein)‏ هو موسيقي وأستاذ جامعي أمريكي، ولد في 18 يناير 1967 في بورتلاند في الولايات المتحدة.

## وصلات خارجية
- بيتر إبستاين على موقع ميوزك برينز (الإنجليزية)
- بيتر إبستاين على موقع أول ميوزيك (الإنجليزية)
- بيتر إبستاين على موقع ديسكوغز (الإنجليزية)